# Summitville (New York)
Pour les articles homonymes, voir Summitville.
Summitville est une localité du comté de Sullivan (New York), au nord-est des États-Unis d’Amérique. 